# Salud mental y prisión
Los problemas de salud mental son el principal problema de morbilidad del sistema penitenciario. La asociación estadounidense de psicología reporta que casi un 50% de reclusos tienen o han tenido problemas de salud mental, y entre un 10 y un 25% tienen algún tipo de trastorno mental severo; siendo más grande el porcentaje en las mujeres y en las minorías étnicas. Además, el encarcelamiento puede crear o exacerbar los problemas de salud mental. Según la Secretaría General de Instituciones Penitenciarias en España aproximadamente el 25% de la población reclusa tiene algún tipo de trastorno mental, que aumenta hasta aproximadamente un 49% si se incluye la drogodependencia. El porcentaje de reclusos con trastorno mental está entre tres y cuatro veces por encima del que se encuentra en la población civil; y es frecuentemente concomitante al abuso de sustancias. Según otro estudio italiano, el 20% de los reclusos presentaban a la vez un trastorno psiquiátrico y abuso de sustancias. En Inglaterra, según un estudio de 1998, el 20% de los hombres y el 40% de las mujeres encarceladas habían recibido algún tipo de asistencia por problemas mentales o emocionales en el año anterior a ingresar en prisión, excluyendo el abuso de sustancias.
El encarcelamiento está altamente relacionado con los trastornos de salud mental, y esta prevalencia desproporcionada de casos de salud mental en las prisiones se debe a diversas razones. A rasgos generales estas son: La idea equivocada de que las personas con salud mental son peligrosas, la intolerancia de ciertas sociedades hacia las conductas diferentes o difíciles de gestionar; y sobre todo, la incapacidad para aplicar tratamientos, cuidados efectivos y la falta de acceso a servicios de atención a la salud mental. Muchos de estos trastornos se encuentran presentes antes del encarcelamiento, pudiendo ser acentuados durante este. Por otro lado en muchos otros casos el propio encarcelamiento y las condiciones de estrés que se derivan de este provocan el desarrollo de trastornos mentales nuevos, en algunos casos específicos de la carcelación como son las psicosis carcelarias, el aumento de la violencia (agresiones y suicidios) o de problemas sexuales; y  en los casos más graves también debidos a las torturas o la violación de los derechos humanos.
En algunos países las personas con trastorno mental o con problemas de abuso de sustancias son encarceladas por delitos menores debido a la falta de un sistema general de salud en el que ser tratados; en muchos casos agravando la situación. Se da especialmente en los casos de abuso de sustancias, trastornos psicóticos, depresión mayor, trastorno bipolar, trastorno obsesivo-compulsivo, trastorno por estrés postraumático, y un número de casos en aumento de enfermedades relacionadas con la tercera edad como la demencia.
Se ha argumentado que el hecho de que haya un mayor porcentaje de personas con enfermedades mentales en prisión que en la población general sea debido a que la población carcelaria es más joven y está formada en un mayor número por personas de minorías étnicas, dos de los factores sociodemográficos que correlacionan más con los trastornos mentales, pero teniendo en cuenta la corrección estadística de estos dos factores la diferencia sigue siendo significativa, siendo entre dos y tres veces más alta la prevalencia de los trastornos mentales en prisión.

## El medio penitenciario
La cárcel es una institución formada no solo por un espacio arquitectónico, sino también por una estructura social a la que el preso deberá adaptarse, con las consecuencias que ello conlleva. Esta estructura social tiene a su vez estructuras sociales formales (como las normas y las leyes) e informales (como  las relaciones de poder o las relaciones personales); principalmente estructuradas a través de los dos grandes subgrupos que la componen, la administración penitenciaria y los reclusos.
Erving Goffman acuña el concepto de instituciones totales en su obra Internados para describir los establecimiento penitenciarios, en los que el control, el sometimiento a la autoridad y la dependencia son las principales características a las que el preso deberá adaptarse. Los reclusos son aislados de la sociedad, de los espacios familiares, de ocio y de trabajo durante un tiempo determinado, y deben seguir una rutina diaria sometida a la autoridad, reduciendo su agencia, y limitando el acceso a los recursos propios.Michel Foucault por su lado, en su ensayo Vigilar y castigar, utiliza el concepto de instituciones disciplinarias para describir aquellos centros en los que; mediante la disciplina y el castigo, se pretende homogeneizar y corregir todas aquellas conductas disfuncionales o antisociales.
Debido a estas características intrínsecas de los establecimientos penitenciarios la situación de encarcelamiento es una experiencia que busca la tensión psicológica del recluso y supone, en líneas generales, una experiencia traumática para la persona encarcelada y sus familias, sobre todo en los casos que llevan más tiempo en prisión y en los de prisión provisional. El encarcelamiento requiere del recluso un esfuerzo adaptativo constante que, como consecuencia, le genera una serie de distorsiones afectivas, emocionales, cognitivas y perceptivas. La falta de espacios de intimidad, el aislamiento, o los estresores ambientales como la falta de higiene, o el frío y el calor, o el hacinamiento provocan un mayor o menor desgaste psicológico, y afectan el estado de salud física y mental; y aumentan la aparición de comportamientos desadaptados.

## Características específicas de la población reclusa
La población carcelaria se considera colectivo de riesgo de exclusión social, tanto por su condición de reclusión como por las condiciones previas a esta. Mayoritariamente provienen de entornos difíciles, con contextos familiares marginales y niveles socioeconómicos bajos y con un porcentaje de abusos previos muy alto; sobre todo de abusos sexuales y maltrato infantil. El nivel educativo suele ser bajo, y según el país con un porcentaje de analfabetismo bastante alto.
Por otro lado destacan ciertas características en cuanto al perfil psicológico.
- Se da un porcentaje muy elevado de exposición a eventos traumáticos en las historias de vida, tanto de accidentes como de situaciones de violencia o de abusos sexuales y violaciones. Un estudio sueco  de 2007 encontró que el 76% de los reclusos encuestados había experimentado al menos un evento traumático en su vida.[14] El porcentaje de personas que presentan trastorno por estrés postraumático en prisión se considera que está entre el 10 y el 30%.
- Existe una presencia frecuente de abuso de drogas y alcohol, llegando a presentar criterios de abuso o drogodependencia en aproximadamente la mitad de la población reclusa antes y durante su estancia en prisión. Estos consumos a menudo se encuentran ligados a cuadros de depresión, ansiedad, o trastorno mental; y están correlacionados con las vivencias traumáticas y las conductas violentas.
- La prevalencia de trastornos mentales en la población reclusa es significativamente más alta que en la población general; siendo más comunes el trastorno psicótico y la depresión mayor, presentes en un o de cada siete reclusos, y el trastornos de la personalidad.[15] También es relevante el riesgo de conductas suicidas.

## Consecuencias para la salud
Los presos con trastorno mental tienen el doble de posibilidades de recibir castigos por algún tipo de infracción, empeorando todavía más su situación mental. La mayor probabilidad de recibir un castigo se debe en parte a que los síntomas de las personas con trastorno son considerados como faltas de disciplina por los trabajadores de las instituciones carcelarias que no tiene formación en materia de salud mental, por lo que se multiplican los castigos disciplinarios, la dureza de estos e incluso la longitud de la pena de prisión.

### Prisionalización
El fenómeno de la prisionalización, también traducido en ocasiones como prisionización, fue descrito por primera vez por Donald Clemmer en su libro The prison community, y se refiere al “conjunto de adaptaciones biológicas, psíquicas y sociales del individuo en prisión al esquema normativo de la comunidad de reclusos”. Este proceso adaptativo se caracteriza por la asimilación de los hábitos del recluso a la comunidad carcelaria, tanto de las normas de la propia prisión como de las reglas informales de la comunidad de reclusos,disminuyendo el repertorio de conductas individuales. El grado de prisionización depende de muchos factores como las características de la prisión, el hacinamiento, la salubridad, la duración de la condena o el contacto con el exterior. También pueden influir las características de la personalidad. Otro término equivalente usado en sociología es el de institucionalización.
Este proceso de adaptación al encarcelamiento conlleva consecuencias psicológicas como la despersonalización, la externalización del locus de control, la devaluación de la propia imagen y disminución de la autoestima, y una visión más negativa del mundo; así como también un aumento de respuestas biológicas desadaptativas de la conducta como el aumento del instinto de ataque, las dificultades para concebir el sueño y los problemas de privación sexual.

### Aislamiento
El confinamiento es uno de los principales problemas en las prisiones. Los reclusos en prisiones locales y los centros de prisión preventiva tienden a recibir peor trato y a vivir en peores condiciones ya que son centros que reciben menos financiamiento, por lo que acostumbran a tener problemas de espacio y de personal, y a pasar más horas encerrados en sus celdas. En este tipo de prisiones los reclusos pueden llegar a permanecer entre 20 y 23 horas al día en sus celdas, según un informe estatal de prisiones de Inglaterra. En el año 2019 el 30% de los reclusos reportaron haber pasado menos de 2 horas al día fuera de la celda. Esto hace que las personas con problemas psiquiátricos preexistentes empeoren su situación y otros que son vulnerables a desarrollar problemas de salud mental se descompensen en estas condiciones. Además, las personas que as personas con trastornos psicóticos tienden a ser confinadas en sus celdas por períodos más largos. Los problemas relacionados con el confinamiento se hacen especialmente patentes con la medida disciplinaria del confinamiento solitario, e incluso en los presos sin historia de trastorno mental el confinamiento solitario aumenta significativamente la probabilidad de conductas autolesivas.

### Tratamiento psiquiátrico
La prisión es en muchos casos el primer sitio donde las personas de riesgo en relación con la salud mental entran en contacto con el sistema de salud (como en situaciones de trastorno mental o drogodependencia), y estos espacios pueden tomar un papel importante tanto para tratar la misma adicción, como otros problemas de salud mental presentes o incluso para educar en asuntos de higiene como la enfermedades de transmisión sexual. Pese a esto, debido a la saturación de los sistemas de salud, su ineficiencia, o incluso su inexistencia, en numerosas ocasiones la situación de la persona con trastorno mental en prisión suele empeorar.
Por ejemplo en Inglaterra, aunque el sistema de salud en las prisiones está gestionado por el Instituto Nacional de Salud público, y pese a que legalmente un interno con una urgencia psiquiátrica tiene derecho a la atención psiquiátrica en un plazo de 14 días suelen tener que esperar hasta un año a ser transferidos a un hospital psiquiátrico.
Otro de los problemas principales que genera el encarcelamiento de personas con necesidades de tratamiento psiquiátrico por trastornos graves, como la psicosis o la esquizofrenia, es que son ingresados en el módulo de enfermería durante gran parte del tiempo de su condena; por lo que no pueden participar en las actividades comunes del centro ni en las indicadas para realizar una intervención psicosocial terapéutica. Esto puede generar una cronicidad de los síntomas de la enfermedad, así como institucionalización (sumisión al régimen de vida de la cárcel); lo que a su vez puede llevar a la persona a una dependencia crónica del sistema psiquiátrico una vez cumplida su condena. Las recomendaciones principales de numerosas instituciones como la Unión Europea, las Naciones Unidas o la OMS son derivar a las personas con trastorno mental del sistema penitenciario al sistema general de salud, y la formación del personal penitenciario en temas de salud mental.

### Suicidio
El suicidio es otra de las consecuencias más graves del encarcelamiento. En Inglaterra aproximadamente la mitad de las muertes que ocurren en prisión son por suicidio, y de estas, la mitad ocurren en los tres primeros meses de la condena. Un 77 por ciento de los reclusos que se suicidan en un régimen carcelario tiene un historial previo de trastorno mental. Los colectivos con más riesgo de suicidio son las personas jóvenes, las que se encuentran en un régimen preventivo, las drogodependientes y las que tienen cargos por asesinato; teniendo estas últimas tienen una probabilidad 19 veces mayor de suicidarse que cualquier otro recluso, por lo que se deberían considerar personas de riesgo, incorporando tratamiento y programas de prevención.
Existen diferencias significativas en cuanto a los intentos de suicidio en prisión, siendo los casos en mujeres casi el doble. Según una estadística de 1998 hecha en Inglaterra, el 27% de los hombres y el 44% de las mujeres en prisión preventiva dijeron que habían intentado suicidarse durante su vida; El 15% y el 27%, respectivamente, dijeron que habían intentado suicidarse en el último año.

### Drogodependencia
En 2012 solo en el sudeste asiático y las islas del pacífico se contabilizaron unas 300.000 personas detenidas por el uso de drogas y prostitución, incluyendo niños abusados sexualmente.
Según la declaración conjunta sobre el uso de drogas y los centros de rehabilitación de la ONU, ACNUR, UNICEF, OMS y otras, la respuesta más efectiva en los casos de drogodependencia y de los daños relacionados con la salud asociados a ella, como la infección por el VIH o la tuberculosis, se basa en tratar la drogodependencia como un problema de salud a través de enfoques basados en la evidencia, y no desde un enfoque que criminalice al consumidor. Enfatiza que siempre hay que tener en cuenta los derechos de la persona en todas las intervenciones de atención de la salud, incluido el tratamiento de las personas con drogodependencia, y estos deben ser voluntarios con consentimiento informado. No hay evidencia de que estos centros de detención representen un entorno favorable o eficaz para el tratamiento de la drogodependencia, ni para mejorar la situación de las personas que se dedican al trabajo sexual. Llevar a cabo una política de detención de las personas con problemas de drogadicción o de trabajadores sexuales solo empeora la salud de los detenidos, incluso a través de una mayor vulnerabilidad al VIH o a la tuberculosis.

### Diferencias de género
Aproximadamente el 5% de la población carcelaria mundial son mujeres, aunque este porcentaje puede variar ya que en Inglaterra la proporción se encuentra aproximadamente en el 3'5%, y en Estados Unidos o Chile se encuentra por encima del 8'5%, según datos del 2010.
Las mujeres en prisión tienen más probabilidades de recibir castigos disciplinarios que los hombres, y otro tipo de abusos incluyendo abusos sexuales. La mitad de los abusos sexuales en las prisiones son perpetrados por los guardas. En Estados Unidos proximadamente un 30% de los abusos sexuales se perpetran a mujeres, pese a que el porcentaje de mujeres en las cárceles es de menos del 13%. El 20% de las personas transgénero han sufrido abusos sexuales por parte del personal de prisiones o de otros reclusos.
Las mujeres reclusas tienen un porcentaje mucho más alto que los hombres en historiales de salud mental, abusos y traumas; y también son más propensas a buscar ayuda dentro de la prisión. En cuanto al tipo de historial clínico, en los hombres la segunda categoría más frecuente (después de la drogodependencia) es el trastorno paranoide de personalidad y, en las mujeres el trastorno límite de la personalidad. Las tasas más altas de trastorno de la personalidad se encontraron entre los presos más jóvenes. Las mujeres presentan más frecuentemente casos de ansiedad, rasgos de personalidad límite y síntomas relacionadas con el trauma; aunque la personalidad límite y los síntomas relacionados con el trauma se presentan también en un tercio de los reclusos varones. Los problemas relacionados con el alcohol son el doble de prevalentes entre los hombres.
Las personas reclusas con hijos tienen un factor adicional que aumenta su vulnerabilidad, especialmente a causa del estrés; siendo las mujeres quienes más sufren en este aspecto. Según datos de 1997, dos tercios de las mujeres reclusas eran madres, y la mitad de las mujeres que fueron enviadas a prisión tenían hijos viviendo con ellas. De todas las mujeres que tenían hijos a su cargo, solo el 25% tenían una pareja o expareja que se encargara de la crianza mientras ellas cumplían condena.

## Enfermedad mental y jurisprudencia
La peritación en psiquiatría forense es la especialidad que se encarga de peritar el estado mental de la persona acusada de un delito, para poder juzgar su grado de culpabilidad y responsabilidad. El psiquiatra forense no se encarga de valorar su culpabilidad o inocencia, sino que valora tanto el posible trastorno mental que pueda tener y su alcance, la consciencia en el momento de cometer el delito si fuera el caso, si el delito perpetrado fuera o no una consecuencia directa del trastorno.
En la mayoría de los sistemas jurídicos cuando ha sido probada la participación de la persona en un hecho delictivo, pero por razones biológicas o psíquicas se considera que la persona es inimputable, es sometida a una medida de seguridad alternativa a la pena. Según el caso esta inimputabilidad puede ser completa o incompleta. La medida de seguridad alternativa a la pena puede ser privativa de libertad (como una prisión, un centro psiquiátrico o un centro de rehabilitación), o no privativa de libertad, que se pueden cumplir e la comunidad, en centros sociosanitarios o realizando algún tipo de formación.
En Derecho Civil se usa a menudo el término "enajenación mental" porque que diferencia del concepto de "trastorno mental", que va modificando con el tiempo el objeto al que se está refiriendo debido a la investigación científica, la enajenación mental es un concepto menos específico y puede adaptarse mejor a los cambios de los avances médicos y psiquiátricos. Utilizar el término "trastorno mental" le daría al código penal un carácter transitorio.
La situación de las personas con trastorno mental en las instituciones penitenciarias plantea cuatro grandes cuestiones. Primero dónde situar el límite de la imputabilidad de la persona con trastorno mental, cuya enajenación mental ya la sitúa en una situación de responsabilidad penal distinta a la falta de trastorno; restringiéndola de personalidad jurídica. En la mayoría de los países la enajenación mental supone no solo una falta de responsabilidad jurídica, sino también una necesidad de tutela. Segundo la clasificación de las personas que enfrentan los cargos; tercero, dilucidar quién, dónde y cómo se debería tratar a las personas que han delinquido y no sean imputables, y cuarto, actualizar las leyes penales a medida que va progresando el conocimiento que tenemos sobre las causas genéticas y neurobiológicas de la violencia y otros causantes de la delincuencia.

## Vulneración de los derechos humanos en las instituciones psiquiátricas
La vulneración de los derechos humanos en las personas con trastorno mental se da a escala global, tanto fuera como dentro de las instituciones psiquiátricas. Estas vulneraciones se dan principalmente como negación de la posibilidad de empleo, matrimonio, procreación y educación; desnutrición; abuso físico; violaciones y negligencia. La severidad de estos abusos se da en grados distintos según la cultura y las creencias que esta tenga sobre la salud mental; y debido también a las diferencias en el acceso a recursos económicos. Las personas en escalas sociales más bajas, las mujeres, y las personas pertenecientes a etnias minoritarias son especialmente vulnerables a estos abusos. El estigma que supone el diagnóstico de persona con trastorno es también un factor debilitante en el tratamiento de este colectivo, ya que los sitúa en la periferia de la sociedad.
Las violaciones de los derechos humanos, así como la falta de condiciones básicas de salud se da especialmente en los centros psiquiátricos, que en muchas ocasiones se trata simplemente de centros de detención para personas con trastorno mental. Las personas ingresadas en centros psiquiátricos a menudo reciben peor tratamiento que las personas ingresadas en prisión por un delito, llegando incluso a ser internadas de por vida en un centro psiquiátrico en contra de su voluntad sin haber cometido ningún delito.

## Recomendaciones de la OMS a nivel global
La OMS, en el informe de 2012 sobre las personas con trastorno mental en prisión, marcó una hoja de ruta global con el objetivo de disminuir la población carcelaria y de mejorar las condiciones de vida de estas personas. Principalmente plantean que lo más importante es desviar a las personas con trastornos mentales hacia los sistemas nacionales de salud antes de llegar a prisión, evitando las instituciones de gran tamaño y aisladas del contexto de vida diaria; sobre todo para las personas con trastornos mentales que han sido acusadas de cometer delitos menores. Por otra parte es importante brindar a los reclusos acceso a tratamiento y atención de salud mental adecuados, incluido el abuso de sustancias, como integral de los servicios generales de salud disponibles en los centros penitenciarios; incluyendo la formación de los profesionales de la salud y de las prisiones para llegar a dar acceso a tratamientos y medicación de la misma calidad que la población general. También recomiendan dar acceso a la atención de salud mental aguda en las salas psiquiátricas de los hospitales generales. Cuando los reclusos requieran atención aguda, deben ser trasladados temporalmente a las salas psiquiátricas de los hospitales generales con los niveles de seguridad adecuados ya que acuerdo con los principios de desinstitucionalización, desaconsejan firmemente los hospitales psiquiátricos penitenciarios especiales por ser poco eficaces y extremadamente caros.

## Errores de diagnóstico
Uno de los problemas principales relacionados con la salud mental en las prisiones son los errores de diagnóstico, siendo mucho más acentuados los errores en detectar la presencia de un problema de salud mental; y por tanto fallando en proveer a la persona de un tratamiento. Se calcula que entre un 10 y un 15 por ciento de los diagnósticos podrían ser erróneos, siendo diagnosticados o no dependiendo de la persona que realiza la evaluación. En otro estudio, el 75% de los que ingresaron en prisión con un diagnóstico de trastorno mental (excluyendo abuso de sustancias) no presentaban alteraciones del estado mental de ningún tipo en el examen de salud realizado por el personal sanitario de la prisión.
Varios estudios señalan también que hay un porcentaje significativo de casos de personas que fingen o exageran los síntomas de una enfermedad mental por diversos motivos. En el contexto del juicio el porcentaje de casos en los que se alega un problema mental es del 1%; y de estos se calcula que la prevalencia de la simulación de una enfermedad mental se da entre un 8 y un 21%. Las razones son generalmente para ser declarado o bien incompetente para declarar, o declarado no culpable por razones de trastorno mental. En los estudios realizados en internos de prisiones, se ha encontrado una gran variabilidad en la estimación del número de peticiones de ayuda psiquiátrica que podrían ser fingidas, y va de un 32% a un 66%, aunque los estudios donde se reportaron más casos solo los presos que eran sospechosos pasaban a formar parte del estudio.